# Regioni del Burkina Faso

Regioni del Burkina Faso precedentemente alla riforma del 2025

Le regioni del Burkina Faso sono la suddivisione territoriale di primo livello del Paese e sono pari a 17. Esse si articolano ulteriormente in 47 province, suddivise a loro volta in dipartimenti.

## Storia
Le regioni, inizialmente 13, furono create amministrativamente il 2 luglio 2001. Prima del 2001 la suddivisione amministrativa di primo livello erano le province.
Dal 2006 le regioni sono diventate anche enti territoriali, composti da rappresentanti dei comuni, formati ed eletti nei rispettivi dipartimenti. In precedenza, i rappresentanti dei villaggi o dei primi comuni erano rappresentati nei consigli provinciali, il cui ruolo era puramente amministrativo e spesso poco definito, e non rappresentativo della popolazione locale.
Ciò è stato reso possibile dall'istituzione di tutti i dipartimenti come comuni a sé stanti, laddove non esistevano ancora, per amministrare i numerosi piccoli villaggi rurali e rappresentare la popolazione. Tuttavia, questi primi comuni rurali sono stati istituiti con uno status di delega speciale, di natura transitoria. I confini comunali iniziali sono stati successivamente rivisti e definiti dai funzionari eletti comunali e regionali, e la popolazione locale è stata consultata attraverso i loro "consigli per lo sviluppo dei villaggi" (riconosciuti anche nei comuni interessati, ma senza diventare enti locali autonomi). Dalle elezioni comunali del 2012, questi consigli di transizione sono stati sostituiti da rappresentanti eletti nel consiglio comunale, in rappresentanza di ciascun villaggio o settore urbano. Pertanto, dal 2006, si contano 306 "comuni rurali" tra i 340 comuni (che occupano la parte abitata del territorio del dipartimento omonimo). Anche gli altri 34 "comuni urbani" (alcuni a statuto speciale, tra cui l'attuale capitale nazionale e l'ex capitale) sono stati ampliati per gestire i villaggi rurali circostanti non ancora coperti e per rappresentarne i residenti sia all'interno del comune a livello locale che indirettamente a livello di consiglio regionale (i consiglieri regionali vengono eletti comune per comune, o distretto per distretto nei comuni urbani a statuto speciale, ma rappresentano tutti i settori e/o villaggi).
Nel luglio 2025, il Burkina Faso attua una nuove riforma che fa diventare le regioni 17 e le province 47 (in precedenza 45). Questa riforma riguarda in particolare le regioni Boucle du Mouhoun, l'Est e il Sahel, che coprono il 43% del territorio; sono state create nuove regioni dividendo quelle appena menzionate e in alcuni casi rendendo regioni quelle che erano province, come nel caso di Soum, Tapoa e Sourou, con capoluoghi designati, mentre i nomi delle province e delle regioni sono stati adattati alle denominazioni locali.

## Lista delle regioni
| Regione   | Denominazione dal 2001 al 2025 o vecchia regione di appartenza | Localizzazione | Capoluogo      | Popolazione (2019) | Superficie (Km²) |
| --------- | -------------------------------------------------------------- | -------------- | -------------- | ------------------ | ---------------- |
| Guiriko   | Alti Bacini Hauts-Bassins                                      |                | Bobo-Dioulasso | 2 239 840          | 25 344           |
| Oubri     | Altopiano Centrale Plateau-Central                             |                | Ziniaré        | 978 614            | 8 544            |
| Bankui    | Regione creata nel 2025, dalla regione Boucle du Mouhoun       |                | Dédougou       |                    |                  |
| Sourou    | Regione creata nel 2025, dalla regione Boucle du Mouhoun       |                | Tougan         |                    |                  |
| Tannouyan | Cascate Cascades                                               |                | Banfora        | 812 466            | 18 406           |
| Kadiogo   | Centro Centre                                                  |                | Ouagadougou    | 3 030 384          | 2 805            |
| Nakambé   | Centro-Est Centre-Est                                          |                | Tenkodogo      | 1 580 508          | 11 811           |
| Kuilsé    | Centro-Nord Centre-Nord                                        |                | Kaya           | 1 874 669          | 19 829           |
| Nando     | Centro-Ovest Centre-Ouest                                      |                | Koudougou      | 1 660 135          | 21 722           |
| Nazinon   | Centro-Sud Centre-Sud                                          |                | Manga          | 788 731            | 11 321           |
| Goulmou   | Regione creata nel 2025, dalla regione Est                     |                | Fada N'gourma  |                    |                  |
| Sirba     | Regione creata nel 2025, dalla regione Est                     |                | Bogandé        |                    |                  |
| Tapoa     | Regione creata nel 2025, dalla regione Est                     |                | Diapaga        |                    |                  |
| Yaadga    | Nord                                                           |                | Ouahigouya     | 1 722 115          | 16 207           |
| Liptako   | Regione creata nel 2025, dalla regione Sahel                   |                | Dori           |                    |                  |
| Soum      | Regione creata nel 2025, dalla regione Sahel                   |                | Djibo          |                    |                  |
| Djôrô     | Sud-Ovest Sud-Ouest                                            |                | Gaoua          |                    | 16 202           |

## Lista delle regioni nella divisione amministrativa antecedente la riforma del 2025
| Localizzazione | Provincia                          | Capoluogo      | Popolazione (2019) | Superficie (Km²) |
| -------------- | ---------------------------------- | -------------- | ------------------ | ---------------- |
|                | Alti Bacini Hauts-Bassins          | Bobo-Dioulasso | 2 239 840          | 25 344           |
|                | Altopiano Centrale Plateau-Central | Ziniaré        | 978 614            | 8 544            |
|                | Boucle du Mouhoun                  | Dédougou       | 1 901 269          | 34 153           |
|                | Cascate Cascades                   | Banfora        | 812 466            | 18 406           |
|                | Centro Centre                      | Ouagadougou    | 3 030 384          | 2 805            |
|                | Centro-Est Centre-Est              | Tenkodogo      | 1 580 508          | 11 811           |
|                | Centro-Nord Centre-Nord            | Kaya           | 1 874 669          | 19 829           |
|                | Centro-Ovest Centre-Ouest          | Koudougou      | 1 660 135          | 21 722           |
|                | Centro-Sud Centre-Sud              | Manga          | 788 731            | 11 321           |
|                | Est                                | Fada N'gourma  | 1 942 805          | 46 256           |
|                | Nord                               | Ouahigouya     | 1 722 115          | 16 207           |
|                | Sahel                              | Dori           | 1 098 177          | 35 350           |
|                | Sud-Ovest Sud-Ouest                | Gaoua          | 875 442            | 16 202           |